# Zelná polévka
Zelná polévka či zelňačka je polévka ze zelí, která se v různých zemích připravuje podle různých receptů. Oblíbená je například v Česku, zejména na Moravě, na Slovensku, v Polsku, v Německu, na Ukrajině, v Rusku nebo ve Francii. České varianty zelňačka a valašská kyselica se připravují z kysaného zelí, některé kuchyně ale používají zelí čerstvé.

## Přehled zelných polévek dle zemí
- Česko: zelňačka, valašská kyselica
- Slovensko: kapustnica
- Rusko: šči
- Německo: Kohlsuppe, Krautsuppe
- Ukrajina: kapusňak
- Polsko: kapuśniak, kwaśnica